# Dorogomilovskaja
Dorogomilovskaja (Russisch: Дорогомиловская) is een metrostation van het ontworpen sluitstuk van de Kalininsko-Solntsevskaja-lijn onder het centrum van Moskou. Het is gepland bij Hotel Oekraïne in de wijk Dorogomilovo waar het ook zijn naam aan dankt.

## Geschiedenis
In de zomer van 2011 werd onder andere het traject Delovoj Tsentr – Tretjakovskaja in de metroplanning opgenomen. Dit traject is de verbinding tussen de Kalininskaja-lijn uit 1979 en de Solntsevskaja-radius aan de westkant van de stad en daarmee het sluitstuk van lijn 8 onder de binnenstad. Dorogomilovskaja is een van de stations van het sluitstuk, de naam werd op 9 december 2013 toegekend door de naamgevingscommissie van de stad Moskou.
In augustus 2017 werd bekendgemaakt dat de bouw van het sluitstuk van lijn 8 zou beginnen in 2020 of 2021 zodra de Grote Ringlijn zou zijn voltooid. In december 2017 werd nog een aanbesteding uitgeschreven voor de tunnels tussen Delovoj Tsentr en Dorogomilovskaja. Hoewel het station in het tot 2023 lopende bouwprogramma van de stad Moskou is opgenomen, is het begin 2018 verdwenen uit de plannen van het metrobedrijf, al bleef het bouwterrein vooralsnog bestaan. Op 24 februari 2018 werd het station Delovoj Tsentr van de Solntsevo-radius gesloten om ten oosten van dat station keer- en opstel-sporen te bouwen zodat een voor eindpunten gebruikelijke afwikkeling kan plaatsvinden. Op 13 maart 2019 zei de Moskouse burgemeester, Sergei Sobjanin tijdens een vraaggesprek met tv-zender TVC dat er geen plannen bestaan voor de aanleg van het sluitstuk, zodat een realisatie binnen afzienbare tijd niet te verwachten valt.

## Ligging en ontwerp
De drie stations van het sluitstuk zijn allemaal een pylonenstations van hetzelfde basisontwerp. Dit kent een zwart en goud kleurenschema en perrondeuren, de details verschillen per station. Dorogomilovskaja is ontworpen met twee verdeelhallen. De ene heeft toegangen bij de Taras Tsjevtsjenkokade, de andere heeft toegangen aan weerszijden van de Koetoezovski avenue ter hoogte van de Oekraïnski Boelvar. In het eerste ontwerp was ook een overstap op de ringlijn voorzien, maar het ringlijn station Rossiejskaja is in 2017 geschrapt wegens de complexiteit en dus kosten om dit onder de Moskva in te voegen in de Koltsevaja-lijn.